# Geografía de la Ciudad de Córdoba (Argentina)

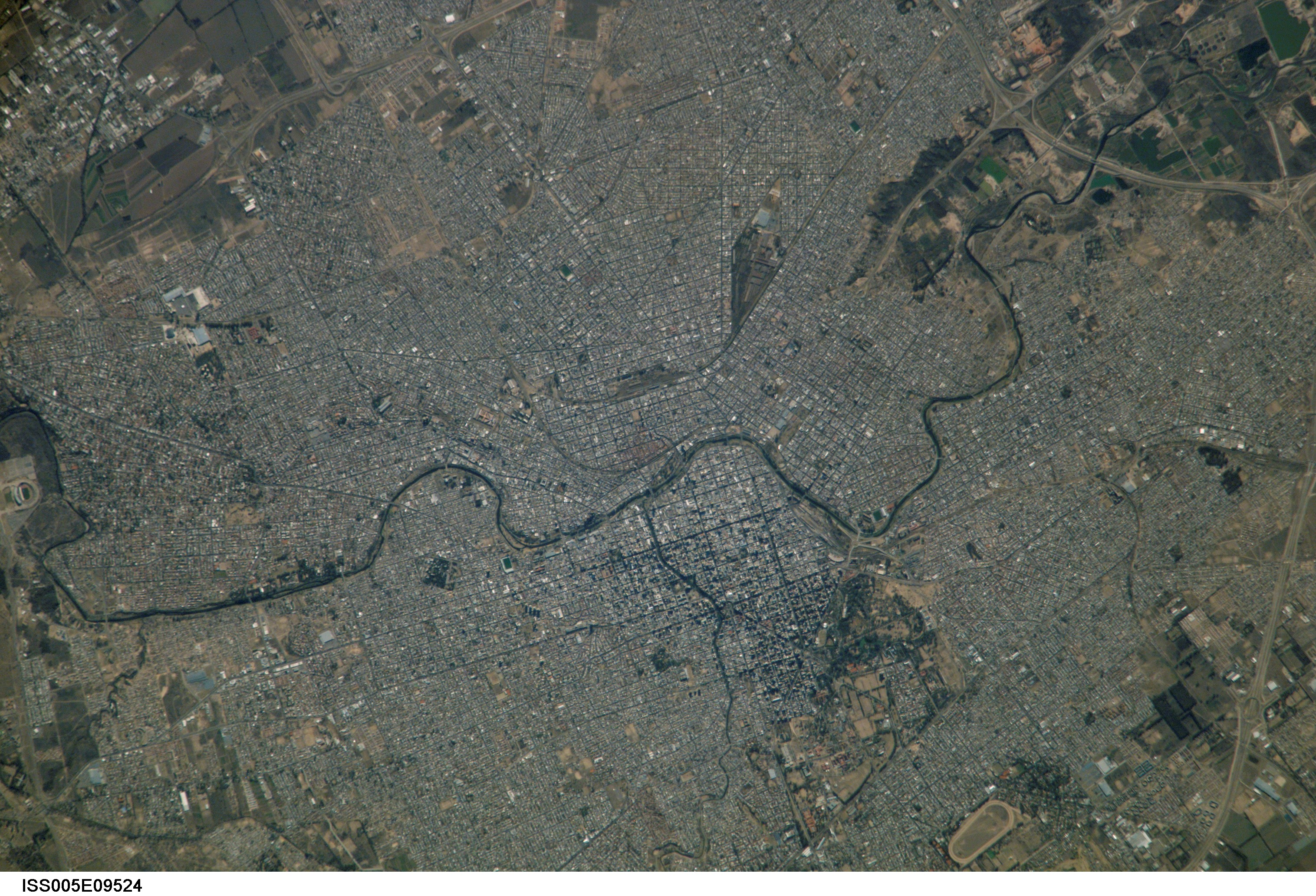
Imagen de la ciudad tomada desde la EEI. Alrededor de 1.300.000 personas viven en el área de la imagen.

La ciudad de Córdoba es la capital de la provincia homónima. Se ubica en el centro continental de la República Argentina. De acuerdo a las leyes provinciales nro. 778 del 14 de diciembre de 1878, nro. 927 del 20 de octubre de 1883 y nro. 1295 del 29 de diciembre de 1893, el ejido es un cuadrado de 24 km de lado, totalizando un área de 576 km². Sus límites están a 12 km de la Plaza San Martín, centro de la ciudad. Por las citadas leyes, Córdoba es oficialmente el único municipio del departamento Capital. Alrededor del año 1979 se inició un diferendo con las vecinas Estación Juárez Celman, Saldán y Villa Allende que poseen parte de sus ejidos en el vértice noroeste del mismo.
Posee una infraestructura de comunicaciones y una ubicación central, geo-estratégica en el corredor bioceánico y el Mercosur. Se caracteriza por una economía basada en la industria y los servicios, con baja participación en la actividad primaria.
El escenario natural que ocupa es una llanura ondulada con barrancas naturales, al pie de las Sierras Chicas y se encuentra atravesado por cursos de agua como el río Suquía, el arroyo La Cañada y El infiernillo. La mayor parte de la vegetación y la fauna naturales han sido desplazados por la urbanización y predominan especies que se han adaptado a la ciudad. Ha concentrado una población que la convierte en una metrópoli, y ha generado numerosos problemas medioambientales relacionados con la ocupación humana, y agravados por la falta de infraestructura y escaso esfuerzo de control ambiental.

## Ubicación

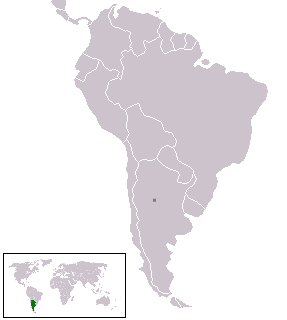
Ubicación en el globo y en América del Sur.

Su ubicación absoluta se encuentra a los 31°25′0″ de latitud Sur y a los 64°11′0″O de Longitud Oeste tomando como punto de referencia, el centro de la Plaza San Martín. La ubicación relativa del ejido municipal, es en el hemisferio sur del globo, al sur del subcontinente sudamericano, en el centro-oeste geográfico de la República Argentina y de la provincia de Córdoba; a una distancia de 702 km de la Capital Federal y 401 km de la ciudad de Rosario. Su ubicación por lo tanto es estratégica dentro de la región que comprende el tratado del Mercosur y el corredor bi-oceánico. Las distancias con las principales ciudades del Mercosur son las siguientes:
- La Paz: 1.957 km
- Asunción: 1.160 km
- São Paulo: 2.580 km
- Porto Alegre: 1.580 km
- Montevideo: 1.050 km
- Santiago: 1.000 km

## Límites
Conforme a las leyes provinciales n.º 778 del 14 de diciembre de 1878, n.º 927 del 20 de octubre de 1883 y n.º 1295 del 29 de diciembre de 1893, los límites de la ciudad de Córdoba están delineados al norte, sur, este y oeste verdaderos ubicados a 12 km del centro de la plaza San Martín (31° 25′ S 64° 11′ O), lo que significa que el ejido tiene 24 km de lado. Córdoba es oficialmente el único municipio del departamento Capital. Alrededor del año 1979 se inició un diferendo con las vecinas Estación Juárez Celman, Saldán y Villa Allende que poseen parte de sus ejidos en el vértice noroeste del mismo. Limita al norte con el departamento Colón. Al este con el Departamento Colón (norte del río Suquía) y el departamento Santa María (al sur del río Suquía). Al sur limita con el Departamento Santa María, y al oeste con el Departamento Santa María (al sur del río Suquía) y el Departamento Colón (al norte del río Suquía), totalizando una superficie de 576 km². Córdoba está delimitada al norte por el paralelo 31° 18′ 30″ S, al este por el meridiano 64° 3′ 27″ O, al sur por el paralelo 31° 31′ 30″ S y al oeste por el meridiano 64° 18′ 35″ O.

## División administrativa

Mapa de la división y límites de jurisdicción de los Centros de Participación Comunal (CPC)

La ciudad tiene 11 Centros de Participación Comunal (CPC), que descentralizan la administración y operatividad municipal, y permiten gestionar trámites sin tener que desplazarse hasta las oficinas de cada repartición. Estos centros, además brindan servicios de Registro Civil y son sede de agendas culturales y educativas. Cada CPC tiene un área de acción determinada.

Mapa de los barrios de Córdoba. La ciudad se encuentra dividida en algo más de 400 barrios y barrios cerrados.

Córdoba se encuentra subdividida en más de 400 barrios, algunos extensos como Alto Alberdi, pero la mayoría de pocas manzanas. Los más conocidos son: Alta Córdoba, Alberdi, Alto Alberdi, Argüello, Centro, Cerro de las Rosas, Cofico, General Paz, Güemes, Jardín, Nueva Córdoba, San Vicente, Urca y Villa Belgrano. Los countries, también conocidos como barrios cerrados o privados, se localizan principalmente en la zona noroeste. Por su cantidad, cambios de denominación y escasa superficie, es muy dificultoso, incluso para los propios habitantes de la ciudad, identificar fácilmente muchos de los barrios.

## Relieve
Se extiende al pie del monte, sobre ambas márgenes del Río Suquía, cubriendo el territorio sobre la primera barranca creada por el río y sobre la segunda. Las barrancas son de loes y fueron “excavadas” por el río en tiempos remotos.

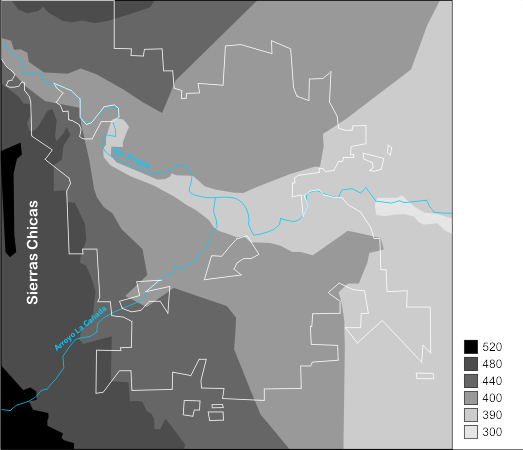
Mapa del relieve de la ciudad. Escala indicada en metros sobre el nivel del mar.

## Hidrografía

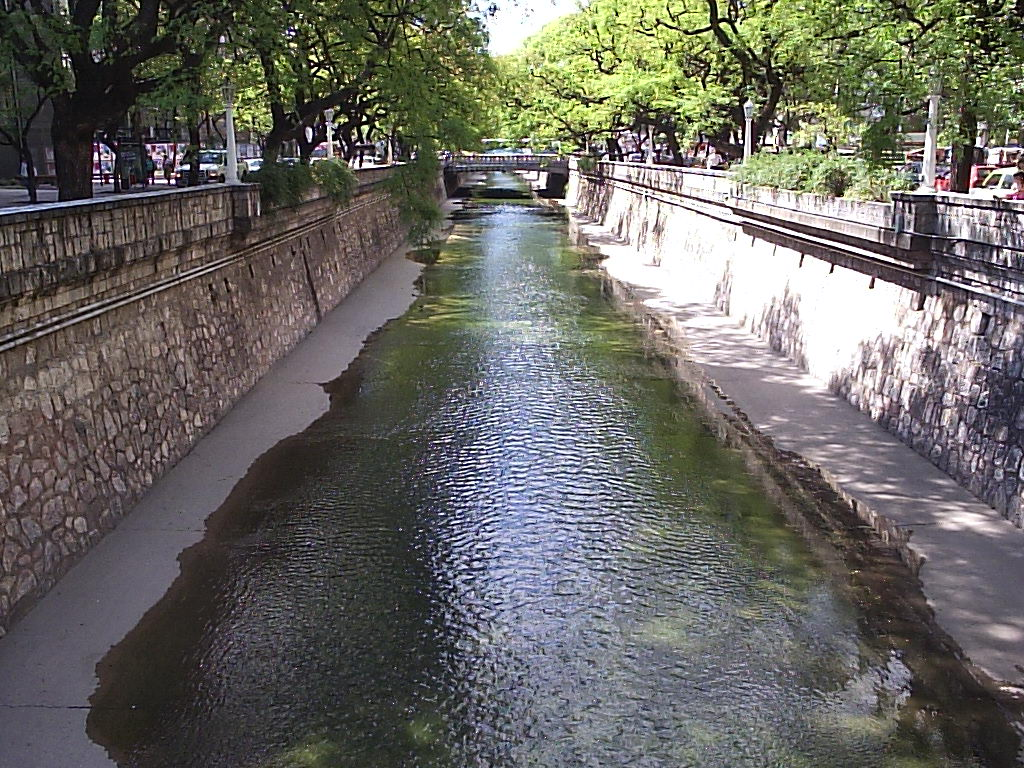
El arroyo La Cañada fue encauzado a principios del debido a las recurrentes y desastrosas inundaciones.

El río Suquía tiene su origen en las Sierras Grandes y nace en el Lago San Roque (antigua confluencia de los ríos Cosquín, San Francisco y San Antonio). Atraviesa la Sierra Chica recibiendo el derramamiento de la denominada Cuenca Baja, con aportes de menor cuantía proveniente de la pendiente oriental de la Sierra Chica. Previo al arribo a la ciudad de Córdoba, en el Dique Mal Paso, parten dos Canales Maestros de distribución de agua para riego. Luego ingresa a la llanura y su valle se ensancha hasta alcanzar casi 4 km . Ya en la ciudad tiene un cauce de aproximadamente 100 m de ancho y corre en parte, sobre un estrecho canal de hormigón. El río atraviesa el ejido municipal en sentido noroeste a este y a unos 2 km al oeste del centro de la ciudad, posee una pequeña isla artificial parquizada llamada Isla de los Patos. Al salir de la ciudad de Córdoba, ya es un río típico de llanura y, junto con el Xanaes (o Río Segundo), es tributario de una cuenca endorreica que configura a la gran laguna salada de Mar Chiquita o Mar de Ansenuza.
Por otro lado, el arroyo La Cañada proviene también de la cuenca baja, precisamente de la Lagunilla. Transcurre en sentido suroeste a norte y posee su desembocadura en el río Suquía en la zona céntrica. El arroyo fue encauzado a principios del siglo XX ya que provocaba recurrentes y desastrosas inundaciones. 
La ciudad se extiende sobre las márgenes de ambos cursos de agua y es atravesado por otros cursos de agua menores y canales, como el Arroyo El Infiernillo.
El río Suquía es un importante componente del paisaje urbano de la ciudad. Ha sufrido durante muchos años un proceso de degradación, generando una situación de deterioro ambiental que ha repercutido particularmente en el sector ribereño. La acumulación de basurales, la falta de accesibilidad, las lagunas putrefactas que se desarrollaron a los márgenes provocaron que la ciudad "diera la espalda al río". Muros, tapiales, depósitos e industrias contaminantes fueron los elementos más comunes en el sector de la ribera. Desde 1984 a 1995 la Municipalidad de Córdoba ejecutó un plan de saneamiento, mejorando el cauce, desarrollando el sistema vehicular costanero y tratando las áreas verdes en sectores remanentes.

Mapa hidrográfico de la ciudad. Muestra los cursos de agua principales y en línea gruesa la canalización del Arroyo La Cañada.

## Clima

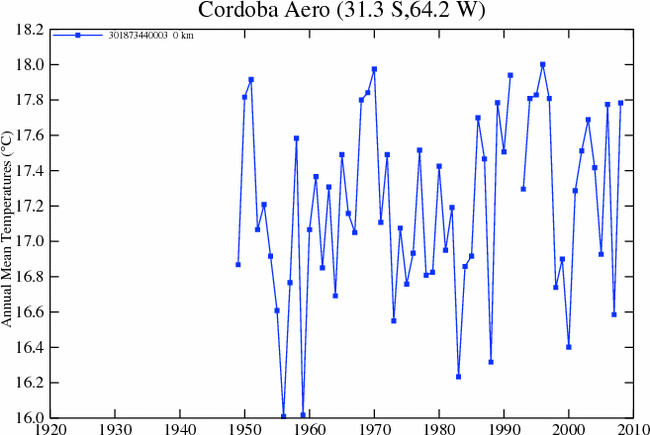
Termografía promedio del aire en casilla meteorológica, 1949 a 2008 (NASA).

Pese a su latitud, el clima de la ciudad de Córdoba, como el de la mayor parte de la provincia, es templado moderado con las cuatro estaciones bien definidas. Factores para que la temperatura sea en promedio más fresca que en otros sitios del planeta a latitudes semejantes son: la altitud y, sobre todo, el ubicarse la provincia en la diagonal eólica de los vientos pamperos, vientos fríos que soplan desde el cuadrante sudoeste, originados en la Antártida. Por otra parte, dada la mediterraneidad, las variaciones o amplitudes térmicas son mayores que en Buenos Aires, siendo menor la precipitación anual: 750 mm/año. Su temperatura media anual ponderada en todo el siglo XX fue de 18 °C. En enero, mes más cálido del verano austral, la máxima media es de 31° y la mínima de 17 °C. En julio, mes más frío, las temperaturas medias son de 19 °C de máxima y 4 °C de mínima. Aún en invierno son frecuentes temperaturas superiores a los 30 °C, debido a la influencia del viento Zonda. Las nevadas son poco frecuentes, las últimas se registraron en 1984, 2007 y 2009. Por su parte, los tornados si bien son un evento climático poco común en esta zona del planeta, también se han registrado, como el de 2003. Dada la extensión del conurbano, existe una diferencia de 5 °C o más entre el área céntrica y la periferia. El área céntrica, densamente edificada y ubicada en una depresión, es el núcleo de una importantísima isla de calor. Además presenta fenómenos de smog, sin consecuencias aparentes para la salud.
| Parámetros climáticos promedio de Córdoba. Datos del período de referencia 1961-1990 obtenidos de la Fuerza Aérea Argentina, Comando Regiones Aéreas, Servicio Meteorológico Nacional, Estación Meteorológica Córdoba Observatorio. | Parámetros climáticos promedio de Córdoba. Datos del período de referencia 1961-1990 obtenidos de la Fuerza Aérea Argentina, Comando Regiones Aéreas, Servicio Meteorológico Nacional, Estación Meteorológica Córdoba Observatorio. | Parámetros climáticos promedio de Córdoba. Datos del período de referencia 1961-1990 obtenidos de la Fuerza Aérea Argentina, Comando Regiones Aéreas, Servicio Meteorológico Nacional, Estación Meteorológica Córdoba Observatorio. | Parámetros climáticos promedio de Córdoba. Datos del período de referencia 1961-1990 obtenidos de la Fuerza Aérea Argentina, Comando Regiones Aéreas, Servicio Meteorológico Nacional, Estación Meteorológica Córdoba Observatorio. | Parámetros climáticos promedio de Córdoba. Datos del período de referencia 1961-1990 obtenidos de la Fuerza Aérea Argentina, Comando Regiones Aéreas, Servicio Meteorológico Nacional, Estación Meteorológica Córdoba Observatorio. | Parámetros climáticos promedio de Córdoba. Datos del período de referencia 1961-1990 obtenidos de la Fuerza Aérea Argentina, Comando Regiones Aéreas, Servicio Meteorológico Nacional, Estación Meteorológica Córdoba Observatorio. | Parámetros climáticos promedio de Córdoba. Datos del período de referencia 1961-1990 obtenidos de la Fuerza Aérea Argentina, Comando Regiones Aéreas, Servicio Meteorológico Nacional, Estación Meteorológica Córdoba Observatorio. | Parámetros climáticos promedio de Córdoba. Datos del período de referencia 1961-1990 obtenidos de la Fuerza Aérea Argentina, Comando Regiones Aéreas, Servicio Meteorológico Nacional, Estación Meteorológica Córdoba Observatorio. | Parámetros climáticos promedio de Córdoba. Datos del período de referencia 1961-1990 obtenidos de la Fuerza Aérea Argentina, Comando Regiones Aéreas, Servicio Meteorológico Nacional, Estación Meteorológica Córdoba Observatorio. | Parámetros climáticos promedio de Córdoba. Datos del período de referencia 1961-1990 obtenidos de la Fuerza Aérea Argentina, Comando Regiones Aéreas, Servicio Meteorológico Nacional, Estación Meteorológica Córdoba Observatorio. | Parámetros climáticos promedio de Córdoba. Datos del período de referencia 1961-1990 obtenidos de la Fuerza Aérea Argentina, Comando Regiones Aéreas, Servicio Meteorológico Nacional, Estación Meteorológica Córdoba Observatorio. | Parámetros climáticos promedio de Córdoba. Datos del período de referencia 1961-1990 obtenidos de la Fuerza Aérea Argentina, Comando Regiones Aéreas, Servicio Meteorológico Nacional, Estación Meteorológica Córdoba Observatorio. | Parámetros climáticos promedio de Córdoba. Datos del período de referencia 1961-1990 obtenidos de la Fuerza Aérea Argentina, Comando Regiones Aéreas, Servicio Meteorológico Nacional, Estación Meteorológica Córdoba Observatorio. | Parámetros climáticos promedio de Córdoba. Datos del período de referencia 1961-1990 obtenidos de la Fuerza Aérea Argentina, Comando Regiones Aéreas, Servicio Meteorológico Nacional, Estación Meteorológica Córdoba Observatorio. |
| Mes | Ene. | Feb. | Mar. | Abr. | May. | Jun. | Jul. | Ago. | Sep. | Oct. | Nov. | Dic. | Anual |
| --- | --- | --- | --- | --- | --- | --- | --- | --- | --- | --- | --- | --- | --- |
| Temp. máx. media (°C) | 31.1 | 30.1 | 27.6 | 24.9 | 22.0 | 18.5 | 18.6 | 21.0 | 23.3 | 26.1 | 28.4 | 30.3 | 25.2 |
| Temp. mín. media (°C) | 18.1 | 17.4 | 15.6 | 12.3 | 9.3 | 5.7 | 5.5 | 6.7 | 9.1 | 12.6 | 15.2 | 17.3 | 12.1 |
| Precipitación total (mm) | 121.7 | 99.8 | 110.3 | 52.2 | 18.9 | 11.4 | 12.8 | 9.7 | 33.8 | 66.4 | 96.6 | 136.9 | 770.5 |
| Fuente: «Freemeteo - Promedios 1961-1990, Tablas 1 y 2». 4 de diciembre de 2009 | | | | | | | | | | | | | |

### Lluvias
Según estudios realizados por el Servicio Meteorológico Nacional desde 1873, la precipitación anual registrada en la ciudad, muestra un cambio significativo en la tendencia a partir de la mitad del siglo pasado. Recuérdese que de 1870 a 1920 transcurrió el "Hemiciclo Húmedo", corriéndose las isohietas hacia el occidente. El promedio anual de lluvias ha aumentado más de 100 mm en los últimos 50 años. Los resultados de estos estudios, se compararon con las tendencias de temperatura globales y se observó que la precipitación anual de la ciudad está altamente correlacionada con tendencia mundial de esta
variable. Véase que las Tº medias, desde 1949 a la actualidad se mantienen casi estables. En la primera mitad del siglo XX, tanto las variaciones en la lluvia caída como las de la temperatura media del Hemisferio Sur son muy poco notables, comparada con la que se observa a partir de 1950. En el caso de las lluvias de la ciudad de Córdoba, a partir de 1948 se han incrementado a razón de 4,8 mm/año, mientras que la temperatura media, 0.012 °C/año. El estudio sobre el aumento de las precipitaciones resulta de suma utilidad, ya que la ciudad posee en la actualidad más de 1,3 millones de habitantes y está experimentando un crecimiento edilicio marcado. Por lo tanto la incidencia de este factor en el planeamiento y la inversión en obra pública es sustancial. Aunque debe recordarse que hacia 2020, se volverá al Hemiciclo Seco (que transcurrió de 1920 a 1973) devolviéndose las isohietas hacia el oriente

## Estructura urbana

Mapa de las áreas de la ciudad según el uso del suelo: rural, urbana, industrial u otros usos, diferenciados por color.

Según la Dirección de Urbanismo de la municipalidad, a junio de 2008 la superficie de la ciudad se divide en: área urbanizable 22897,87 hectáreas (228,98 km², 39,75%); área rural predominante 16404,18 hectáreas (164,04 km², 28,48%); área industrial predominante 12267,55 hectáreas (122,68 km², 21,30%); área destinada a otros usos 6030,4 hectáreas (60,3 km², 10,5%). Los espacios verdes incluyen diferentes tipos de espacios, desde plazas y plazoletas, hasta parques urbanos, verdes lineales de distintas escalas (como el Río Suquía, ciclovías y autopistas). La superficie mantenida por la Municipalidad de Córdoba en carácter de verde Urbano suma aproximadamente 1.645 ha.
Las unidades activas (cantidad de inmuebles incluidos los departamentos en edificios), son 471.612, de las cuales las unidades edificadas ascienden a 427.552 y las unidades baldías a 44.060. El número de manzanas de la ciudad es de 16.810. La superficie del ejido municipal es de 576 km² y su superficie edificada de 65,95 km².
El centro histórico está conformado por manzanas cuadrangulares de unos ciento treinta metros de lado. La disposición de los barrios y avenidas principales es radial. Del centro de la ciudad nacen las avenidas que llevan a los barrios más periféricos. Conforme al crecimiento demográfico la ciudad se ha expandido principalmente al noroeste y al sudeste, siguiendo el recorrido de la Ruta Nacional Número 9.
Las calles que cruzan el centro, tienen dos nombres. La calle Deán Funes, que corre de oeste a este, divide todas las perpendiculares a esta. Por ejemplo la calle Rivera Indarte luego de su intersección con Deán Funes pasa a llamarse Obispo Trejo, comenzando la numeración desde cero.
En sentido norte a sur ocurre lo mismo, en este caso la referencia es calle San Martín. Por ejemplo 25 de Mayo pasa a llamarse 9 de Julio, comenzando la numeración desde uno.
Es importante aclarar que ambas calles de referencia son obviamente perpendiculares, así Deán Funes pasa a llamarse Rosario de Santa Fe, mientras que San Martín pasa a llamarse Independencia.

Mapa de las peatonales en Córdoba.

Córdoba tiene, a su vez, varias calles céntricas convertidas en peatonales. 25 de Mayo-9 de julio (la mayor y más antigua) tiene en total 8 cuadras peatonalizadas; Deán Funes-Rosario de Santa Fe 3 cuadras; Pasaje Santa Catalina 1 cuadra; Caseros 2 cuadras; Rivera Indarte-Obispo Trejo 6 cuadras; San Martin-Independencia 6 cuadras; Ayacucho 1 cuadra; Pasaje Cantacara 1 cuadra; República de Israel 1 cuadra (en obras). Es la ciudad con más kilómetros de peatonales en Argentina, y una de las mayores del mundo.
El río Suquía, que corta la ciudad de oeste a este, es atravesado por los siguientes puentes: Puente Warcalde, vado San Antonio, vado Los Carolinos, 15, Turín, Sagrada Familia, Zípoli, La Tablada, del Trabajo, Eliseo Cantón, Santa Fe, Avellaneda, Antártida, Centenario, peatonal, Alvear, Maipú, Sarmiento, 24 de septiembre, Rosario de Santa Fe, área del Nudo Vial Hombre Urbano, Dorrego, Maldonado, Yapeyú, sargento Cabral, Vázquez, circunvalación.

### Catastro

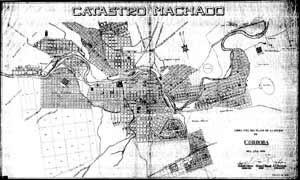
Luego de realizado el Catastro Machado, se supo la fisonomía de la ciudad en 1889.

La historia y desarrollo catastral de la ciudad se divide en dos épocas, a lo largo de las cuales cambió sustancialmente: la manera en que se representó el territorio, las herramientas y metodologías que se usaron, cómo se llevó adelante la publicidad catastral y cómo se accedió a la cartografía y mapas de la ciudad.
En 1889, por contrato con la Municipalidad de Córdoba bajo la intendencia de Juan M. de la Serna, el Agrimensor Ángel Machado ejecutó el primer relevamiento catastral de la ciudad. Básicamente su trabajo fue el diagramado y levantamiento de las parcelas (límites y demarcaciones existentes y sus mejoras). Lo que se obtuvo fueron planos catastrales que representaban grupos de seis a diez manzanas, actualmente en el Archivo Histórico Municipal.

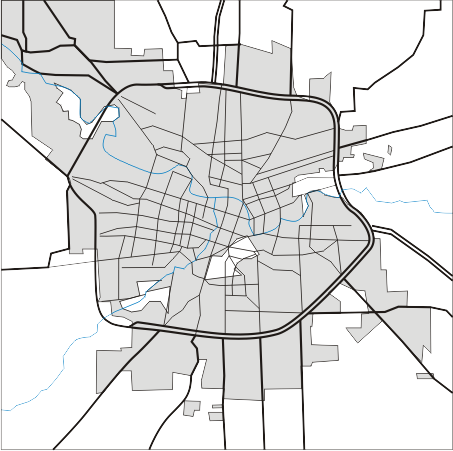
Mancha urbana de la ciudad. Los límites de la imagen son también los límites del Departamento Capital.

Hasta fines de la década 30 del siglo XX, el municipio aún seguía utilizando los planos del Catastro de Machado más los planos de los nuevos barrios que se iban aprobando en la ciudad. Bajo la intendencia de Donato Latella Frías en 1940 se contrató la empresa Sociedad Argentina de Catastros. Se hizo la primera medición y marcación del ejido municipal y a partir de la documentación de la Municipalidad y el Catastro de la Provincia se crearon los planos parcelarios, documentos que representaban la forma individual de cada manzana de la ciudad y su división parcelaria. Estos planos, muchos aún en tela, originales de aquella época, se continúan utilizando hasta el día de hoy. Posteriormente se hizo la cartografía topográfica general de la ciudad hasta la escala 1:5.000, ejecutada por la firma Spartan Air Services en 1967, y el Plano Oficial de la ciudad a escala 1:20.000 desarrollado bajo la dirección técnica del Ingeniero Geógrafo Severiano Bartaburu en 1987, último plano oficial ejecutado por la municipalidad hasta la actualidad.
Más de 60 años después de la obra que conformó el Registro Gráfico Parcelario mantenido hasta la actualidad y 20 años después del último Plano Oficial de la ciudad, actualmente está en estudio un proyecto que tanto en sus aspectos técnicos como tecnológicos, posibilita la puesta en marcha de una infraestructura de datos espaciales (IDE) de la ciudad de Córdoba, transformando el tradicional concepto de “mapas y planos parcelarios” en una “base de datos gráfica única” para todos las áreas del gobierno municipal e instituciones y empresas de la ciudad.

## Ambiente natural
La ciudad ha avanzado sobre un área natural importante.  La fauna y la flora autóctonas han sido desplazados por la población del territorio y el uso del suelo para actividades rurales, infraestructura vial, parques públicos etc. El ecosistema, por lo tanto, se ve amenazado por la urbanización y las actividades humanas sin control ambiental.

### Fauna y flora
La mayoría de las especies autóctonas del territorio, han retrocedido por la urbanización y han dado lugar a otras que se han adaptado a la convivencia con la ciudad y las actividades humanas. Entre las especies que integran la fauna podemos encontrar, entre otros:
Respecto a la fauna, podemos encontrar, entre otros:
- Aves: benteveo (o bicho feo), lechucita vizcachera, carancho, chingolo, gorrión común, hornero, lechuza, paloma, y pijuís.
- Artrópodos: arañas (varias especies, las que tienen importancia médica son principalmente Loxosceles laeta y Latrodectus mactans), escorpiones (entre las especies más abundantes está el Tityus trivitatus que es muy venenoso y el Bothriurus bonariensis cuya picadura no tiene consecuencias graves) y hormigas (sobre todo la Hormiga negra de jardín).
- Mamíferos: gatos, perros y roedores.[15]

La flora de la ciudad corresponde a una mezcla de regiones de la provincia:
- Por un lado se encuentra el Espinal, se destaca la presencia de: algarrobo, quebracho blanco, mistol, itín (Barba de tigre).
- Luego tenemos, en las zonas más altas de la ciudad, la Flora de las sierras, particularmente el Bosque serrano: algarrobo, aromito, itín (Barba de tigre), chañar, coco, durazno de las sierras, espinillo, mistol, aguaribay (o molle), quebracho. El quebracho serrano cordobés se orienta al norte y oeste de las sierras.[15]

### Amenazas ambientales
La principal amenaza al ambiente en la ciudad de Córdoba se encuentra sobre el río Suquía.  Para determinar el impacto de las actividades diarias de la ciudad, sobre la calidad del agua del río Suquía y el nivel de adecuación del mismo para su uso (consumo, riego, recreación), se realiza el monitoreo y análisis de sus aguas. Esto permite establecer criterios de calidad e identificar áreas críticas. Respecto al estado del agua, y teniendo en cuenta los siguientes rangos: 0-25 muy mala, 26–50 mala, 50–70 media, 71-90 buena, 91–100 excelente, el resultado del estudio realizado fue el siguiente:
| Puente Los Carolinos      | 66,81         | 57,85         | 70,1          | 64,9 |
| Puente Santa Fe           | 61,45         | 64,15         | 68,6          | 77,0 |
| Puente Av. circunvalación | 50,85         | 54,95         | 67,5          | 67,1 |
| Puente San José           | 43,90         | 44,80         | 50,4          | 57,2 |
| Villa Warcalde            | no realizado. | no realizado. | no realizado. | 70,9 |

Aunque, según análisis realizados por científicos de la Universidad Nacional de Córdoba, se detectaron altísimos valores de bacterias coliformes fecales en las aguas del río. Su presencia en niveles elevados es claramente indicadora de contaminación con aguas servidas, que llegan al río de diversas formas: conexiones clandestinas a desagües pluviales. La presencia de esta contaminación no solo significa un peligro para la salud humana, sino que provocan un importante daño al ecosistema del curso de agua.
La ciudad presenta una red cloacal que solo abarca el 38% del total con una planta de tratamiento de los líquidos cloacales insuficiente. Actualmente procesa el 30% volcando al cauce del Suquía material crudo en forma directa. En las últimas décadas son numerosas las constataciones de volcamiento de líquidos sin tratamiento provienente de las industrias, que en forma directa, a través de afluentes o canales de desagüe llegan al cauce del Suquía. Entre los mayores contaminantes además de los residuos cloacales se encuentras agentes químicos de plantas de pintura de industrias automotrices y residuos de combustibles pesados.
Si bien existe una normativa para la protección de los recursos hídricos, el estado fracasa en la precariedad del sistema de control, donde escasean los recursos materiales y humanos para ejercer un eficiente Poder de Policía.
Otro foco importante de contaminación es el enterramiento sanitario de Potrero del Estado, que se encuentra a 14 km del centro. Aunque no se encuentra dentro de los límites del ejido municipal, es el principal vertedero de la ciudad. Recibe desde la década del 70 los desechos urbanos de la ciudad de Córdoba y de otras 18 localidades. El enterramiento recibe unas 80 mil toneladas mensuales de residuos urbanos, de las cuales 70 mil corresponden a la Capital. De los enterramientos de basura emana principalmente gas metano (biogás), que es 21 veces más contaminante que el dióxido de carbono. Para revertir esta situación la municipalidad de Córdoba, está gestionando la construcción de una planta de procesamiento del biogás que se produce en las fosas del enterramiento sanitario.
La calidad del aire es monitoreada por el Sistema de Monitoreo del Aire. El servicio mide la contaminación según los niveles de monóxido de Carbono (CO), óxidos de Nitrógeno(NO, NO2) y dióxido de Azufre (SO2), sumados a otros factores climáticos. Según los registros obtenidos durante los meses de diciembre de 2004, enero y febrero de 2005, la contaminación del aire en el sector monitoreado (Av. Colón esq. Santa Fe) fue de baja a moderada, sin llegar a ningún estado de alerta ambiental, siendo el monóxido de carbono el mayor responsable del grado de contaminación.